# Larceny
Unter larceny (engl. ‚Diebstahl‘, von lateinisch latro „Räuber, Söldner“) versteht man eine Straftat nach Common Law gegen das Vermögen. Der Tatbestand ist im geltenden englischen Strafrecht (England and Wales) durch den theft ersetzt, existiert aber weiterhin in vielen anderen Ländern, in denen das Common Law zur Anwendung kommt.

## Actus reusundmens rea
Der Diebstahl hatte nach klassischer Auffassung des common law drei Voraussetzungen:
1. taking and carrying away, das heißt die Wegnahme einer im Besitz einer anderen Person befindlichen Sache,
2. gegen deren Willen und
3. mit animus furandi, also in der Absicht, diese zu stehlen.

Lag der Wert des gestohlenen Gegenstandes über 12 Pence, sprach man von grand larceny, darunter von petit larceny.